# 喬治·瑪麗·塞爾
| 55 Pandora | 1858年9月10日 |

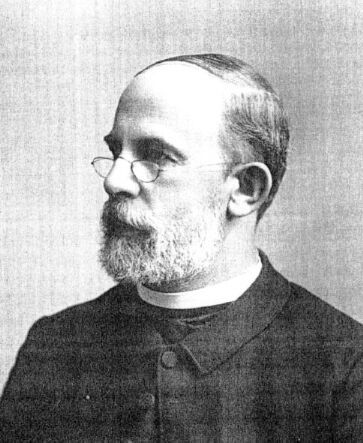
喬治·瑪麗·塞爾

喬治·瑪麗·塞爾（1839年6月27日—1918年6月27日）是一名美國天文學家和clergyman。他曾於1858年發現了小行星55禍神星和6個星系。他中年以後成爲Paulist order的成員並於美國天主大學任教。